# Braya fernaldii
Braya fernaldii is een kleine, kruidachtige bloemplant die enkel in de kalksteenvlaktes van noordelijk Newfoundland voortkomt.

## Morfologie
Braya fernaldii is een kruidachtige vaste plant die een volwassen hoogte van 1 cm tot maximaal 10 cm heeft. De plant heeft langwerpige lepelvormige bladen en witte bloemen met vier kroonblaadjes, groeiend in trossen.
De gedeeltelijk aan hetzelfde gebied endemische (en eveneens zeldzame) Braya longii is erg gelijkaardig aan Braya fernaldii. In vergelijking met die eerste heeft Braya fernaldii echter kleinere kroonblaadjes, grotere kelkblaadjes en haarloze vruchtjes.

## Verspreiding en habitat
Braya fernaldii groeit in zestien kleine populaties aan de noord- en noordwestkust van het Great Northern Peninsula, het meest noordelijke gedeelte van het Canadese eiland Newfoundland. De plant groeit daar op de koude, natte en winderige kalksteenvlaktes aan de kust, specifiek op losliggend gesteende.
Vijftien populaties bevinden zich langsheen de meer dan 100 km kustlijn tussen St. Barbe en het Burnt Cape Ecological Reserve. De laatste populatie bevindt zich nabij Port au Choix, 80 km zuidelijker dan de op een na zuidelijkste populatie.

## Bescherming
Het Committee on the Status of Endangered Wildlife in Canada (COSEWIC) deelde Braya fernaldii in 1997 in als "threatened" (bedreigd). Daarop werd de soort door zowel de Canadese overheid als de provincieoverheid officieel als bedreigde soort erkend. In 2008 telde de soort naar schatting amper 3300 individuele bloeiende planten, waarvan meer dan 2000 in de populatie bij het gehucht Green Island Brook.